# Jean-Pierre Olivier
Jean-Pierre Olivier (* 1939; † 6. Januar 2020 in Brüssel) war ein belgischer Altphilologe und Mykenologe.
Olivier war Directeur de recherches des belgischen Fonds National de la Recherche Scientifique und nach seiner Emeritierung Directeur honoraire de recherches.
Er war kurze Zeit mit Christiane Sourvinou verheiratet.
Er arbeitete zu den kretischen Hieroglyphen, zur Linear A- und zur Linear B-Schrift und den übrigen ägäischen Schriftsystemen. In enger Zusammenarbeit mit Emmett Leslie Bennett, John Chadwick, Louis Godart und John T. Killen war er an der Erstellung der Inschriftencorpora zur Linear A-Schrift und zu den Linear B-Inschriften aus Knossos und Pylos beteiligt.

## Schriften (Auswahl)
Monographie
- Les scribes de Cnossos. Essai de classement des archives d’un palais mycénien (= Incunabala Graeca 17). Rom 1967. – Rez. von Maurice Leroy, in: L’Antiquité Classique 39, 1970, S. 263–264 (Digitalisat).

Sammlung der Dokumente in kretischen Hieroglyphen
- mit Louis Godart: Corpus Hieroglyphicarum Inscriptionum Cretae (= Études Crétoises 31). De Boccard, Paris 1996, ISBN  2-86958-082-7(Digitalisat).

Sammlung der Dokumente in Linear A
- mit Louis Godart: Recueil des inscriptions en linéaire A. P. Geuthner, Paris 1976 (Études Crétoises, 21, tome 1: Tablettes éditées avant 1970).
- mit Louis Godart: Recueil des inscriptions en linéaire A. P. Geuthner, Paris 1976 (Études Crétoises, 21, tome 3: Tablettes, nodules et rondelles édités en 1975 et 1976).
- mit Louis Godart: Recueil des inscriptions en linéaire A. P. Geuthner, Paris 1978 (Études Crétoises, 21, tome 2: Nodules, scellés et rondelles édités avant 1970).
- mit Louis Godart: Recueil des inscriptions en linéaire A. P. Geuthner, Paris 1982 (Études Crétoises, 21, tome 4: Autres documents).
- mit Louis Godart: Recueil des inscriptions en linéaire A. P. Geuthner, Paris 1985 (Études Crétoises, 21, tome 5: Addenda, corrigenda, concordances, index et planches des signes).

Sammlung der Dokumente in Linear B
- mit John Chadwick, Louis Godart, John T. Killen, Anna Sacconi, Jannis Athanasiu Sakellarakis (Hrsg.): Corpus of Mycenaean Inscriptions from Knossos. 4 Bände, Cambridge University Press, Cambridge 1987–1999, Auszüge Bd. 1 online, Auszüge Bd. 2 online, Bibliographischer Nachweis Bd. 3, Auszüge Bd. 4 online.
- mit John T. Killen: The Knossos Tablets: A Transliteration. Ediciones Universidad de Salamanca, Salamanca, 5. Auflage 1989 (Minos, 11).
  - mit John Chadwick, John T. Killen: The Knossos Tablets: A Transliteration. Cambridge UP, Cambridge, 4. Auflage 1971.
- mit Emmett Leslie Bennett: The Pylos Tablets Transcribed. Vol. 1: Text and notes; vol. 2: Hands, concordances, indices. Ed. dell’Ateneo, Roma vol. 1: 1973, vol. 2: 1976.
- mit Louis Godart, C. Seydel und Christiane Sourvinou: Index généraux du linéaire B. Rom 1973 (Incunabula Graeca, LII).

Herausgeberschaft
- mit Thomas G. Palaima (Hrsg.): Texts, Tablets and Scribes. Studies in Mycenaean epigraphy and economy offered to Emmett L. Bennett, Jr. Ediciones Universidad de Salamanca, Salamanca 1988 (Suplementos a Minos, 10). – (Festschrift, enthält einen Lebenslauf).
- mit John Tyrell Killen, José L. Melena (Hrsg.): Studies in Mycenaean and classical Greek presented to John Chadwick. Ediciones Universidad de Salamanca, Salamanca 1987 (Minos, 20-22).